# باراستان
باراستان هي قرية في مقاطعة سردشت، إيران. يقدر عدد سكانها بـ 150 نسمة بحسب إحصاء 2016.